# 48. National Hockey League All-Star Game
Das 48. National Hockey League All-Star Game wurde am 18. Januar 1998 in Vancouver, British Columbia ausgetragen. Die Gastgeber des Spieles waren zum zweiten Mal nach 1976 die Vancouver Canucks.
An der Veranstaltung, die im neuen General Motors Place stattfand, nahmen die besten Spieler der National Hockey League teil. In diesem Jahr fanden auch die Olympischen Winterspiele in Nagano statt. Vor diesem Hintergrund und auch zur Steigerung des Nationalstolzes hatte man die Zusammenstellung der Teams geändert. Im Spiel traten die besten aus Nordamerika stammenden Spieler gegen die besten Spieler aus den anderen Kontinenten an. Die Startformationen der All-Star Teams konnten durch die Fans über eine Abstimmung bestimmt werden. Letztmals wurden zwei Spieler je Team als „Commissioners Selections“ von offizieller Seite bestimmt. Auch den Ehrenkapitän gab es in den folgenden Jahren nicht mehr. Im Stadion waren 18.422 Zuschauer.
Im Rahmenprogramm war eine Partie der Frauennationalmannschaften der Vereinigten Staaten und Kanada, die dies auch als Gelegenheit zur Vorbereitung auf Olympia nutzten. Fraueneishockey war in diesem Jahr erstmals olympisch.

## Mannschaften
| #           | Land               | Spieler           | Pos.              | Team                |
| Torhüter    |                    |                   |                   |                     |
| 33          | Kanada             | Patrick Roy       | Patrick Roy       | Colorado Avalanche  |
| 20          | Kanada             | Ed Belfour        | Ed Belfour        | Dallas Stars        |
| 30          | Kanada             | Martin Brodeur    | Martin Brodeur    | New Jersey Devils   |
| Verteidiger |                    |                   |                   |                     |
| 2           | Vereinigte Staaten | Brian Leetch – C  | Brian Leetch – C  | New York Rangers    |
| 77          | Kanada             | Ray Bourque       | Ray Bourque       | Boston Bruins       |
| 4           | Kanada             | Scott Stevens     | Scott Stevens     | New Jersey Devils   |
| 5           | Kanada             | Darryl Sydor      | Darryl Sydor      | Dallas Stars        |
| 7           | Vereinigte Staaten | Chris Chelios     | Chris Chelios     | Chicago Blackhawks  |
| 22          | Kanada             | Al MacInnis       | Al MacInnis       | St. Louis Blues     |
| 28          | Kanada             | Scott Niedermayer | Scott Niedermayer | New Jersey Devils   |
| Angreifer   |                    |                   |                   |                     |
| 10          | Vereinigte Staaten | John LeClair      | LW                | Philadelphia Flyers |
| 14          | Kanada             | Brendan Shanahan  | LW                | Detroit Red Wings   |
| 88          | Kanada             | Eric Lindros      | C                 | Philadelphia Flyers |
| 8           | Kanada             | Mark Recchi       | RW                | Montréal Canadiens  |
| 9           | Vereinigte Staaten | Mike Modano       | C                 | Dallas Stars        |
| 11          | Kanada             | Mark Messier      | C                 | New York Rangers    |
| 12          | Vereinigte Staaten | Tony Amonte       | RW                | Chicago Blackhawks  |
| 17          | Vereinigte Staaten | Keith Tkachuk     | LW                | St. Louis Blues     |
| 19          | Kanada             | Joe Sakic         | C                 | Colorado Avalanche  |
| 27          | Kanada             | Shayne Corson     | LW                | Montréal Canadiens  |
| 39          | Vereinigte Staaten | Doug Weight       | C                 | Edmonton Oilers     |
| 74          | Kanada             | Theoren Fleury    | RW                | Calgary Flames      |
| 99          | Kanada             | Wayne Gretzky     | C                 | New York Rangers    |

| #           | Land        | Spieler               | Pos.                  | Team                    |
| Torhüter    |             |                       |                       |                         |
| 39          | Tschechien  | Dominik Hašek         | Dominik Hašek         | Buffalo Sabres          |
| 35          | Russland    | Nikolai Chabibulin    | Nikolai Chabibulin    | Phoenix Coyotes         |
| 37          | Deutschland | Olaf Kölzig           | Olaf Kölzig           | Washington Capitals     |
| Verteidiger |             |                       |                       |                         |
| 2           | Russland    | Wjatscheslaw Fetissow | Wjatscheslaw Fetissow | Detroit Red Wings       |
| 6           | Lettland    | Sandis Ozoliņš        | Sandis Ozoliņš        | Colorado Avalanche      |
| 5           | Schweden    | Nicklas Lidström      | Nicklas Lidström      | Detroit Red Wings       |
| 15          | Russland    | Dmitri Mironow        | Dmitri Mironow        | Mighty Ducks of Anaheim |
| 29          | Russland    | Igor Krawtschuk       | Igor Krawtschuk       | Ottawa Senators         |
| 56          | Russland    | Sergei Subow          | Sergei Subow          | Dallas Stars            |
| Angreifer   |             |                       |                       |                         |
| 8           | Finnland    | Teemu Selänne         | RW                    | Mighty Ducks of Anaheim |
| 21          | Schweden    | Peter Forsberg        | C                     | Colorado Avalanche      |
| 68          | Tschechien  | Jaromír Jágr          | RW                    | Pittsburgh Penguins     |
| 7           | Russland    | Igor Larionow – C     | C                     | Detroit Red Wings       |
| 9           | Finnland    | Saku Koivu            | C                     | Montréal Canadiens      |
| 10          | Russland    | Pawel Bure            | RW                    | Vancouver Canucks       |
| 11          | Schweden    | Daniel Alfredsson     | C                     | Ottawa Senators         |
| 12          | Slowakei    | Peter Bondra          | RW                    | Washington Capitals     |
| 13          | Schweden    | Mats Sundin           | C                     | Toronto Maple Leafs     |
| 16          | Tschechien  | Bobby Holík           | LW                    | New Jersey Devils       |
| 17          | Finnland    | Jari Kurri            | RW                    | Colorado Avalanche      |
| 18          | Russland    | Waleri Kamenski       | LW                    | Colorado Avalanche      |
| 24          | Slowakei    | Žigmund Pálffy        | RW                    | New York Islanders      |
| 26          | Finnland    | Jere Lehtinen         | RW                    | Dallas Stars            |

## SuperSkills Competition
In der SuperSkills Competition, die am Vortag des All-Star Game stattfand, mussten die Spieler ihre Fähigkeiten in unterschiedlichen Gebieten, wie Schnelligkeit, Puckkontrolle oder Schusshärte unter Beweis stellen. Dabei traten die Spieler der Welt All-Stars gegen die der Nordamerika All-Stars an.

### Sieger
Endstand: Welt All-Stars 13 – 12 Nordamerika All-Stars
| Wettbewerb        | Mannschaftswertung    | Einzelwertung                                                        |
| Puckkontrolle     | Welt All-Stars        | Teemu Selänne (Welt)                                                 |
| Schnelligkeit     | Nordamerika All-Stars | Scott Niedermayer (Nordamerika)                                      |
| Schusshärte       | Nordamerika All-Stars | Al MacInnis (Nordamerika)                                            |
| Rapid Fire        | Nordamerika All-Stars | –                                                                    |
| Schussgenauigkeit | Nordamerika All-Stars | Ray Bourque & Brendan Shanahan (Nordamerika) / Peter Forsberg (Welt) |
| Shootout          | World All-Stars       | –                                                                    |
| Bester Torhüter   | –                     | Dominik Hašek (Welt)                                                 |

## Spielverlauf

### Nordamerika All-Stars 8 – 7 Welt All-Stars
All-Star Game MVP: Teemu Selänne (3 Tore)
Hier wurde seit dem All-Star Game 1986 erstmals wieder ein Spieler des unterlegenen Teams ausgezeichnet.
| Team                  | Zeit  | Stand | Torschütze        | Vorlagengeber  | Vorlagengeber         |
| 1. Drittel            |       |       |                   |                |                       |
| Welt All-Stars        | 0:53  | 0–1   | Teemu Selänne     | Saku Koivu     |                       |
| Welt All-Stars        | 2:15  | 0–2   | Jaromír Jágr      | Peter Bondra   | Dmitri Mironow        |
| Welt All-Stars        | 4:00  | 0–3   | Teemu Selänne     | Jere Lehtinen  | Wjatscheslaw Fetissow |
| Nordamerika All-Stars | 4:13  | 1–3   | John LeClair      | Wayne Gretzky  | Chris Chelios         |
| Nordamerika All-Stars | 10:50 | 2–3   | Keith Tkachuk     | Theoren Fleury | Chris Chelios         |
| Nordamerika All-Stars | 18:25 | 3–3   | Scott Niedermayer | Joe Sakic      | Mark Recchi           |
| 2. Drittel            |       |       |                   |                |                       |
| Nordamerika All-Stars | 21:53 | 4–3   | Theoren Fleury    | Mike Modano    | Keith Tkachuk         |
| Welt All-Stars        | 27:11 | 4–4   | Teemu Selänne     | Jere Lehtinen  | Saku Koivu            |
| Welt All-Stars        | 32:36 | 4–5   | Jari Kurri        | Saku Koivu     | Jere Lehtinen         |
| Nordamerika All-Stars | 34:46 | 5–5   | Eric Lindros      | Chris Chelios  | Mark Messier          |
| Nordamerika All-Stars | 35:19 | 6–5   | Tony Amonte       | Joe Sakic      | Ray Bourque           |
| 3. Drittel            |       |       |                   |                |                       |
| Nordamerika All-Stars | 41:36 | 7–5   | Keith Tkachuk     | Mike Modano    | Theoren Fleury        |
| Nordamerika All-Stars | 44:00 | 8–5   | Mark Messier      | Wayne Gretzky  |                       |
| Welt All-Stars        | 47:03 | 8–6   | Igor Krawtschuk   | Mats Sundin    | Peter Forsberg        |
| Welt All-Stars        | 49:41 | 8–7   | Igor Larionow     | Pawel Bure     |                       |